# Carl Cederström
Svobodný pán Carl Gustav Alexander Cederström (5. března 1867 – 29. června 1918) byl švédský pilot a průkopník létání, známý jako „létající baron“.

## Životopis
Narodil se 5. března 1867 ve švédském Södertälje a byl pokřtěn ve Stockholmu. Jeho otec byl Anders Cederström a matka Maria Cecilia Wennerström.
Cederström absolvoval vzdělávací program na letecké škole Blériot v roce 1910. Stal se 74. pilotem na světě a jako první získal certifikát ve Švédsku. Další osobou ve Švédsku, která se kvalifikovala, byl Henrik David Hamilton. Cederström začal od roku 1912 učit létat i ostatní zájemce a otevřel leteckou školu poblíž Linköpingu.
Pilot inspiroval švédského fotografa a průkopníka letecké fotografie Oscara Bladha.
Cederström zemřel 29. června 1918 s Carlem Gustafem Krokstedtem, když jejich letadlo havarovalo v Botnickém zálivu.

## Galerie

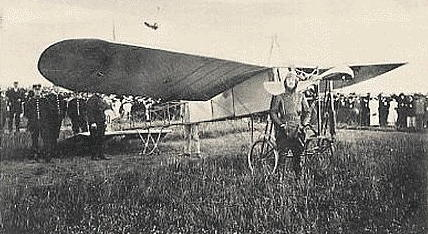
Carl Cederstrom u letadla
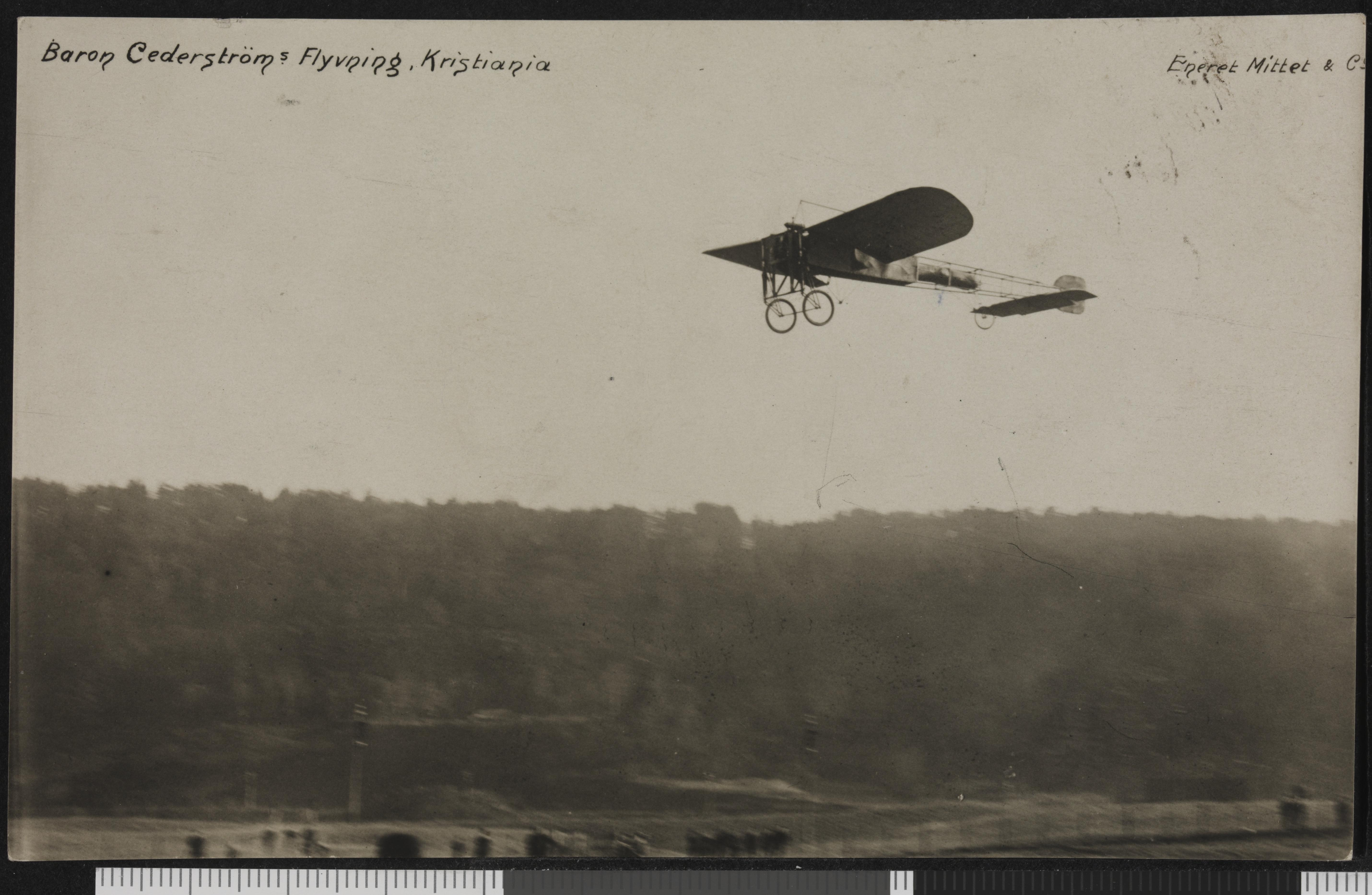
Baron Cederströms v letounu, Kristiania
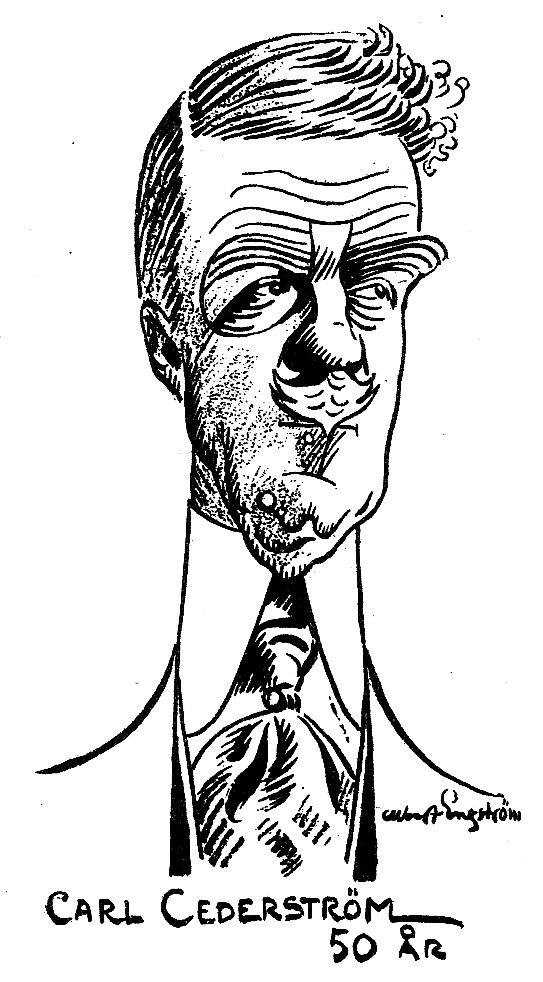
Carl Cederström